# إليسيندا بالوزي
إليسيندا بالوزي (من مواليد 13 أكتوبر 1969) هي خبيرة اقتصادي وسياسية وأستاذة جامعي. منذ 24 مارس 2018 تترأس الجمعية الوطنية الكتالوني وهي منظمة استقلال كاتالونية. عملت كأستاذة للاقتصاد في جامعة برشلونة منذ عام 2001، وهي مديرة مركز التحليل الاقتصادي والسياسة الاجتماعية في جامعة برشلونة، الذي تم دمجه في معهد الأبحاث التابع لفريق التحليل الاقتصادي في برشلونة.

## السنوات المبكرة والتعليم
ولدت إليسيندا بالوزي في برشلونة في 13 أكتوبر 1969. وهي ابنة لويس بالوزي مير التي تنحدر من عائلة مثقفة كاتالونية. حصلت على درجة البكالوريوس في الاقتصاد من جامعة برشلونة، ودرجة الماجستير في الاقتصاد الدولي والتنمية الاقتصادية من جامعة ييل ودرجة الدكتوراة في الاقتصاد من جامعة برشلونة. حصلت على منحة ما قبل الدكتوراه من لا كايكسا للتدريب في كلية لندن للاقتصاد (1997-1998) بالإضافة إلى منح دراسية لإقامات ما بعد الدكتوراه في كلية لندن للاقتصاد (2000-2001). خلال سنوات دراستها كانت وزيرة مالية الاتحاد الوطني لطلاب كاتالونيا (1989-1994).

## الحياة المهنية
إليسيندا مروجة لمنصة السيادة والتقدم الداعمة للاستقلال الكاتلوني منذ عام 2006، انضمت لاحقًا إلى اليسار الجمهوري لكتالونيا (2008-2012)، حيث روجت للتيار النقدي اليسار المستقل. في 24 مارس 2018 تم انتخابها رئيسة للجمعية الوطنية الكاتالونية خلفًا لجوردي سانشيز.
في فبراير 2009 تم انتخابها عميدًا لكلية الاقتصاد والأعمال بجامعة برشلونة، وشغلت هذا المنصب حتى أبريل 2017.
في أكتوبر 2014 نشرت كتاب «في وسعنا! مفاتيح الجدوى الاقتصادية لكاتالونيا المستقلة»، تحرير روزا دي لوس فيينتوس.حصل العمل على جائزة الاقتصاد الرابع عشر في كتالونيا، التي منحتها الجمعية الكاتالونية للاقتصاد، وهي شركة تابعة لمعهد الدراسات الكاتالونية في نوفمبر 2015.